# Arazede
Arazede es una freguesia portuguesa del municipio de Montemor-o-Velho. Según el censo de 2021, tiene una población de 4978 habitantes.